# Мосул

Карта Мосула

Мосу́л (араб. الموصل‎, Эль-Му́силь; курд. Mûsil; арам. ܡܘܨܠ, Мусиль) — город на севере Ирака. Расположен на реке Тигр в 396 км северо-западнее Багдада.
Первоначально город возник на западном берегу реки Тигр, напротив древнего ассирийского города Ниневии на восточном берегу. Сегодня город уже занимает значительные площади на обоих берегах — «левом» (восточная сторона) и «правом» (западная сторона).
Большинство населения Мосула были арабами, с ассирийским, туркменским, курдским меньшинствами. Население города быстро росло на рубеже тысячелетий и к 2004 году, по оценкам, достигло 1 846 500 человек.
В начале XXI века с 10 июня 2014 года по 10 июля 2017 года контролировался террористической организацией Исламское государство (ИГ). После битвы за Мосул ИГ потеряло контроль над городом и его окрестностями. В 2014 году, перед захватом Мосула Исламским государством, около полумиллиона жителей бежали из города.
Исторически важнейшими ресурсами Мосула являются мрамор и нефть. Захватившее город ИГ, как утверждается, получало значительные суммы денег, продавая нефть и автомобильный бензин жителям Мосула, а также экспортируя местные нефтепродукты.
В городе расположен Университет Мосула — один из крупнейших в Ираке, а также медицинский колледж. Несмотря на многочисленные сообщения о закрытии, университет функционирует.
Жители или выходцы из Мосула называются маслави.
До 2014 года город был историческим центром несторианского христианства и является местом захоронения нескольких пророков из Ветхого Завета, таких как пророк Иона, но его могила была разрушена террористами Исламского государства в июле 2014 года.

## Этимология
Мосул впервые упоминается Ксенофонтом в его экспедиционных журналах 401 года до н. э., во время правления персидской династии Ахеменидов в этом регионе. Там, отмечает Ксенофонт, есть небольшой город «Mépsila» (др.-греч. Μέψιλα) на реке Тигр, в районе, где расположен современный Мосул (Anabasis, III.iv.10). Скорее всего упоминание Ксенофонта относится к месту под названием Иски-Мосул, или «Старый Мосул», расположенный примерно в 30 км к северу от современного Мосула, через шесть веков после записей греческого историка там был построен сасанидский город Буд-Ардашир. Как бы то ни было, имя Mepsila несомненно является корнем современного названия города.
В своём нынешнем виде название Мосул, или, точнее, «Mawşil», переводится как «место соединения» (или «перекрёсток»). Мосул не следует путать с древней ассирийской столицей Ниневией, которая находится напротив Мосула на восточном берегу Тигра, на холмах Куюнджик (тюрк. овечий холм). Эта область более известная как город Наби-Юнус («Пророк Иона»), сегодня является одним из районов Мосула и почти полностью заселена курдами, что делает её самым курдским районом города. Здесь находилась могила библейского пророка Ионы, который жил и умер в тогдашней столице древней Ассирии.
Ниневия была захвачена и разрушена войсками вавилонян и мидян в 612 году до н. э., поэтому в 401 году до н. э. Ксенофонт уже не упоминает о ней.
Мосул также называют al-Faiha («райский»), al-Khaḍrah («зелёный») и al-Hadbah («горбатый»), «Жемчужиной Севера» и «городом миллиона воинов».

## История
Раскопки показали, что окрестности Мосула были обитаемы уже 8000 лет назад. Библия утверждает, что Ниневия была основана Нимродом, сыном Куша.
Примерно в 850 году до н. э. царь Ассирии Ашшурнацирапал II избрал своей столицей город Нимруд, который располагался в 30 км от нынешнего Мосула. Примерно в 700 году до н. э. знаменитый ассирийский царь Синаххериб сделал Ниневию новой столицей Ассирии. Холм Куюнджик на другом берегу реки от Мосула стал местом расположения дворцов царя Синаххериба и его внука Ашшурбанапала, который учредил там библиотеку. Позже Мосул сменил Ниневию в статусе плацдарма на дороге, которая связывала Сирию и Анатолию с Мидией. В 612 году до н. э. царь Мидии Увахшатра Великий, вместе с царём Вавилона Набопаласаром, завоевал Ниневию. Ниневия стала частью эллинистической империи Селевкидов, после завоеваний Александра Великого в 332 году до нашей эры. Сведений о Мосуле эллинистического периода осталось мало, вероятно, он принадлежал к сатрапии Селевкидов Месопотамия, которая была завоёвана Парфянской империей в серии войн, закончившейся в 129 году до н. э. победой царя Фраата II над правителем Селевкидов Антиохом VII Сидетом.
Город снова перешёл в другие руки с возвышением в Персии династии Сасанидов в 225 году. В 637 (по другим источникам 641) году, в период арабского халифа Умара ибн аль-Хаттаба, город был присоединён к Праведному халифату.
Мосул получил статус столицы Месопотамии при Омейядах в VIII веке, когда он достиг пика процветания. Во времена Аббасидов город был важным торговым центром благодаря своему стратегическому расположению на торговых путях в Индию, Персию и в Средиземном море. Мусульманский генерал и завоеватель Синда Мухаммад ибн аль-Касим ас-Сакафи, как считается, умер в Мосуле в VIII веке нашей эры. В конце IX века контроль над городом захватили генерал Аббасидов Исхак ибн Кундай и его сын Мухаммад, но в 893 году Мосул перешёл под непосредственный контроль Аббасидов. В начале X века Мосул перешёл под власть местной арабской династии Хамданидов. Из Мосула Хамданиды при Абдаллахе ибн Хамдане и его сыне Насире ад-Дауле расширили свой контроль над Джазирой на несколько последующих десятилетий, сначала как губернаторы Аббасидов, а позже — как де-факто независимые правители. Столетие спустя они были вытеснены Укайлидами.
В XI веке Мосул был завоёван турками — сельджуками. После периода правления полунезависимых атабеков в 1127 году он стал центром династии Зангидов.
Султан Египта Саладин безуспешно осаждал город в 1182 году, но в конце концов получил контроль над ним в 1186 году.
В XIII веке Мосул был захвачен монголами во главе с внуком Чингисхана ханом Хулагу, но был избавлен от обычного в таких случаях разрушения, поскольку его губернатор, Бадр ад-Дин Лулу, помог хану в его последующей военной кампании в Сирии. После поражения монголов в битве при Айн-Джалуте против египетских мамлюков сын Бадр ад-Дина принял сторону последних, и это привело к разрушению города, который позже восстановил определённое значение, но так и не вернул себе первоначальный блеск. Мосулом отныне правили монгольские династии Ильханидов и Джалаиридов, и город избежал разрушения узбекским эмиром — завоевателем Тамерланом.
В 1535 году османский султан Сулейман Великолепный присоединил Мосул к своей империи, отобрав его у Сефевидов. Несмотря на то, что Месопотамия формально была частью Османской империи с 1533 года, к 1638 году Мосул по-прежнему считался крепостью, имевшей важное стратегическое значение, оборонявшей подходы к Анатолии и сирийскому побережью. В 1916 году было принято секретное соглашение между французами и британским правительствами, известное как Соглашение Сайкса — Пико. Согласно ему, Сирия и хребет Ливан перешли под контроль Франции, а Месопотамия (позднее — и Палестина) — под контроль британских военных. Мосул находился в северной зоне, и получил бы французскую администрацию, но открытие нефти в регионе в 1918 году толкнуло британское правительство на ещё одни переговоры с французами, в результате которых Мосул вошёл в британскую зону влияния.
В октябре 1918 года, после подписания перемирия в Мудросе, британские войска оккупировали Мосул. После войны город и его окрестности стали частью мандатной территории Месопотамия (1920—1932). Этот мандат был оспорен Турцией, которая продолжала претендовать на регион на основании того, что он находился под контролем османов во время подписания перемирия. По Лозаннскому договору 1923 года спор о Мосуле был оставлен для дальнейшего решения Лигой Наций. Владение Ираком Мосула было подтверждено Лигой Наций и при её посредничестве в 1926 году было подписано соглашение между Турцией и Великобританией, по которому бывший османский вилайет Мосул стал провинцией Найнава (Ниневия) Ирака.
В ноябре 2004, одновременно с атаками армий США и Ирака на город Эль-Фаллуджа, началась битва с повстанцами за Мосул. 10 ноября боевики провели скоординированные нападения на полицейские участки. Оставшиеся в живых полицейские с боем покинули город, оставив Мосул без полиции на последующий месяц. Вскоре после занятия Мосула повстанцами, части 25-й пехотной дивизии США и коалиционных сил (в основном албанцев) перешли в наступление и начали закрепляться в районах города. Большая часть города в итоге была освобождена от повстанцев, но в дальнейшем Мосул сильно пострадал от угроз безопасности (в том числе военных действий, а также убийств гражданских лиц повстанцами и преступниками), беспрецедентного уровня насилия (особенно на этнической почве), непрерывного разрушения инфраструктуры города, пренебрежения и неумелого управления оккупационной администрацией.
В 2008 году многие ассирийские христиане (около 12 тыс.) покинули город после волны убийств и угроз в отношении их сообщества. Убийство десятка ассирийцев, угрозы, что другие будут убиты, если они не обратятся в ислам и разрушение их домов вызвали стремительное бегство христианского населения из города. Некоторые семьи перешли границы Сирии и Турции, а другим дали приют в церквях и монастырях. Все эти события лишили город его исторических, научных и интеллектуальных фондов, так как когда многие учёные, профессора, академики, доктора, медицинские работники, инженеры, юристы, журналисты, религиозные духовенство (как мусульмане, так и христиане), историки, а также специалисты и художники во всех сферах жизни, были либо убиты, либо вынуждены покинуть город под угрозой расстрела, точно так, как произошло в других странах в Ираке в годы после 2003 года.
4 июня 2014 года Мосул был атакован боевиками ИГ (как и прогнозировали Разведывательное управление Министерства обороны США и другие источники) и 10 июня, после шести дней боёв, пал. Исламское государство изгнало или уничтожило большинство групп меньшинств и насильно обратило в ислам некоторых мужчин-езидов и христиан. В городе были введены законы шариата, женщины должны покрывать свои тела от головы до ног, а мужчины должны отращивать бороды и волосы.
Большинство женщин-езидок из Мосула и окрестностей находятся в заключении, а многие убиты или проданы в качестве сексуальных рабынь. Боевики Исламского государства за полтора года казнили в иракском Мосуле более 800 женщин. Большинство жертв террористы расстреляли после вынесения приговоров шариатским судом, учреждённым ИГ. Среди погибших женщин — адвокаты, нотариусы, различные госслужащие, парикмахеры, а также кандидаты в советы депутатов. Жители города де-факто стали заложниками, им было запрещено покидать город, пока они не передадут исламистам всё своё имущество. Покинуть город разрешали только после оплаты существенного «выездного налога».
21 января 2015 года США начали наносить авиаудары в поддержку курдского наступления, чтобы помочь Пешмерга начать операцию по освобождению Мосула. В этот день 5000 курдских солдат освободили нескольких деревень недалеко от Мосула, на фоне дезинформации, что иракская армия готовится к нападению на город. Бойцы Пешмерга стали продвигаться к окраинам города. 22-23 января 2015 года авиация США усилила авиаудары по позициям исламистов в районе Мосула.
27 января ИГ предприняло неожиданную атаку в районе Киркука в попытке отвлечь курдских солдат от Мосула. Однако силам Пешмерга удалось остановить атаку.
9 февраля Джон Аллен, координатор США по международной коалиции против ИГ, заявил, что иракская армия, поддержанная коалицией, запустит наземное наступление «в ближайшие недели», чтобы вернуть Мосул. 10 февраля стало известно, что бойцы Пешмерга находятся всего в 9-14 километрах от центра города Мосул, на северо-западной окраине. Однако на этом курды остановились, заявив, что ждут дальнейших распоряжений, чтобы двигаться вглубь города.
17 февраля иракский полковник Масуд Салих заявил, что для освобождения Мосула потребуется не менее 30 тысяч солдат и по крайней мере 10 месяцев. Кроме того, он заявил, что ещё один иракский чиновник оценил численность боевиков в городе в 12 тысяч, а не в 30 тысяч, как заявляли сами исламисты.
Лето 2015 года так и не принесло начала наступления на Мосул. 13 сентября посол США Джон Аллен заявил, что Мосул будет захвачен «в течение нескольких месяцев». Иракские силы также объявили, что они в настоящее время обучают 20 тысяч солдат, чтобы вернуть Мосул.

21 сентября 90 американских военнослужащих прибыли на базу в Махмуре к юго-западу от столицы курдского Ирака в Эрбиле, чтобы обучать, консультировать и оказывать помощь иракским войскам по подготовке операции. 
Весной 2025 года ЮНЕСКО совместно с Иракским государственным советом по древностям и культурному наследию и при финансовой поддержке Объединённых Арабских Эмиратов завершила работы по реконструкции и реставрации исторических памятников в городе: соборной мечети ан-Нури, минарета аль-Хадба и церквей Ас-Саа’а и Ат-Тахера.
Наступление на Мосул (2016)
24 марта 2016 года иракские военные начали операцию по освобождению Мосула. В этот же день армия Ирака освободила от ИГ несколько деревень.
4 июня курдские ополченцы остановились в 30-40 км к востоку от Мосула.
9 июля армия Ирака отбила расположенный рядом с городом Кайяра стратегический военный мост. Силы ИГ отступили к городу, взорвав мост и нефтяные месторождения.
Новое масштабное наступление на Мосул началось рано утром 14 августа, курдам удалось освободить от боевиков ИГ семь деревень, находящихся к юго-востоку от Мосула.
23 августа был освобождён город Кайяра.
16 октября 2016 года иракские военные начали штурм Мосула и его окрестностей. 18 октября иракские военные захватили пригород Мосула в 10 км от города.
21 октября 2016 года боевики ИГ контратаковали напали на город Киркук (находится в 140 км от Мосула), заняв 7 городских кварталов. Были освобождены заключённые из местной тюрьмы. 22 октября иракская армия выбила боевиков ИГ из города.
31 октября 2016 года основные силы иракской армии находились в 1 км от Мосула. Передовые силы армии Ирака вошли в Мосул.
1 ноября 2016 года иракские шиитские ополченцы установили контроль над шоссе Мосул-Ракка, окружив Мосул.
4 ноября 2016 года иракские военные освободили 6 восточных районов Мосула. К 28 декабря 2016 года иракская армия освободила большую часть Мосула (40 из 56 кварталов).
К 23 января 2017 года армия освободила весь восточный Мосул, выйдя к реке Тигр. 19 февраля началось наступление иракской армии на западную часть Мосула. К югу от аэропорта были заняты две деревни. 23 февраля иракские военные освободили аэропорт Мосула.
10 июля 2017 года боевики ИГ были полностью выбиты из Мосула.
По данным ООН, 15 из 54 жилых районов на западной стороне города оказались разрушены практически полностью и непригодны для проживания. Ещё в 23 районах зафиксированы умеренные разрушения, 16 районов пострадали незначительно. Восточная часть, освобождённая на первом этапе, пострадала в меньшей степени. Анализ спутниковых снимков показывает, что около 10 тысяч зданий значительно пострадали или полностью разрушены, в основном жилые дома. Если многоэтажные дома умножить на количество этажей, то разрушения оцениваются в 32 тыс. единиц. Полностью разрушена знаменитая Соборная мечеть ан-Нури. Погибло около 40 тыс. человек, свыше 800 тыс. стали вынужденными переселенцами.

## Климат
Мосул имеет жаркий полузасушливый климат с очень жарким, почти засушливым летом и прохладной, дождливой зимой. Мосул, хоть и расположен не на слишком большой высоте, получает гораздо больше осадков, чем большая часть Ирака. Дождей здесь почти в три раза больше, чем в Багдаде и Басре, хотя они гораздо ближе к Персидскому заливу. Влаги хватает для возделывания пшеницы и ячменя. Курдские районы на севере даже более влажные.
Снег в последние годы выпадал трижды:
23 февраля 2004 года,
9 февраля 2005 года и
10 января 2013 года.
| Показатель                    | Янв.  | Фев.  | Март | Апр. | Май  | Июнь | Июль | Авг. | Сен. | Окт. | Нояб. | Дек.  | Год   |
| ----------------------------- | ----- | ----- | ---- | ---- | ---- | ---- | ---- | ---- | ---- | ---- | ----- | ----- | ----- |
| Абсолютный максимум, °C       | 21,1  | 26,9  | 31,8 | 35,5 | 42,9 | 44,1 | 47,8 | 49,3 | 46,1 | 42,2 | 32,5  | 25,0  | 49,3  |
| Средний суточный максимум, °C | 12,4  | 14,8  | 19,3 | 25,2 | 32,7 | 39,2 | 42,9 | 42,6 | 38,2 | 30,6 | 21,1  | 14,1  | 27,76 |
| Средний суточный минимум, °C  | 2,2   | 3,4   | 6,8  | 11,2 | 16,2 | 21,3 | 25,0 | 24,2 | 19,1 | 13,5 | 7,2   | 3,8   | 12,83 |
| Абсолютный минимум, °C        | −17,6 | −12,3 | −5,8 | −4   | 2,5  | 9,7  | 11,6 | 14,5 | 8,9  | −2,6 | −6,1  | −15,4 | −17,6 |
| Норма осадков, мм             | 62,1  | 62,7  | 63,2 | 44,1 | 15,2 | 1,1  | 0,2  | 0    | 0,3  | 11,8 | 45,0  | 57,9  | 363,6 |

## Население
В 1794 году в Мосуле жили 25 тысяч арабов, 16 тысяч курдов и около тысячи евреев. В результате родственных браков многие курдские семейства и целые племена со временем арабизировались: так, курдское происхождение имеют арабские племена джалили, чадри, агават, джалмеран и др. К началу XX века удельный вес курдов в Мосуле вырос.
Согласно отчёту Лиги Наций, в 1920-х годах в Мосуле курды составляли 39 % населения, арабы — 37 %; христиане (в основном ассирийцы и армяне — 18 %), туркоманы и евреи — по 3 %.

По данным на 1924 год: 
всё население Мосула — 785 468, из них турок — 65 895, курдов — 474 720, арабов — 185 763, христиан — 62 225 и евреев — 16 685.

Перед переписью населения 1957 года в Ираке аналитики прогнозировали: «Если в Мосуле перепись пройдёт без подтасовок, то половина населения окажется курдами». Однако, по официальным данным, курдов в Мосуле оказалось около 40 %.
Перепись 1957 года была единственной, проводившейся достаточно свободно, без давления со стороны властей и до начала целенаправленных «этнических чисток».
В 1987 году население города составляло 664 тыс. человек.
Население в 2002—1739 тыс. человек, один из трёх городов-миллионников Ирака.

## Достопримечательности

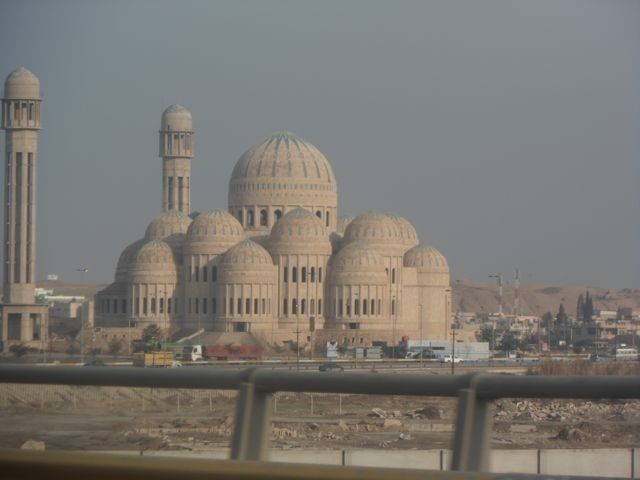
Большая мечеть Мосула

Славу городу принесли его широкие улицы (центральная Царская улица достигала 26 м в ширину), колоссальный дворец царя Ашшурбанипала (VIII—VII вв. до н. э., его раскопки и составляют центр современного археологического участка), дворец Синахериба — основателя города, знаменитая царская Куюнджикская библиотека с огромным собранием клинописных табличек (археологами найдено свыше 30 тыс. образцов, именно здесь был впервые найден текст поэмы о Гильгамеше), крепостные стены общей протяжённостью более 12 км с 15 воротами, а также многочисленные скульптурные памятники (в том числе знаменитые статуи крылатых быков и львов, украшавшие некогда городские ворота) и чёткая планировка городских кварталов (считается, что это был первый город в истории человечества, создававшийся по единой градостроительной схеме).

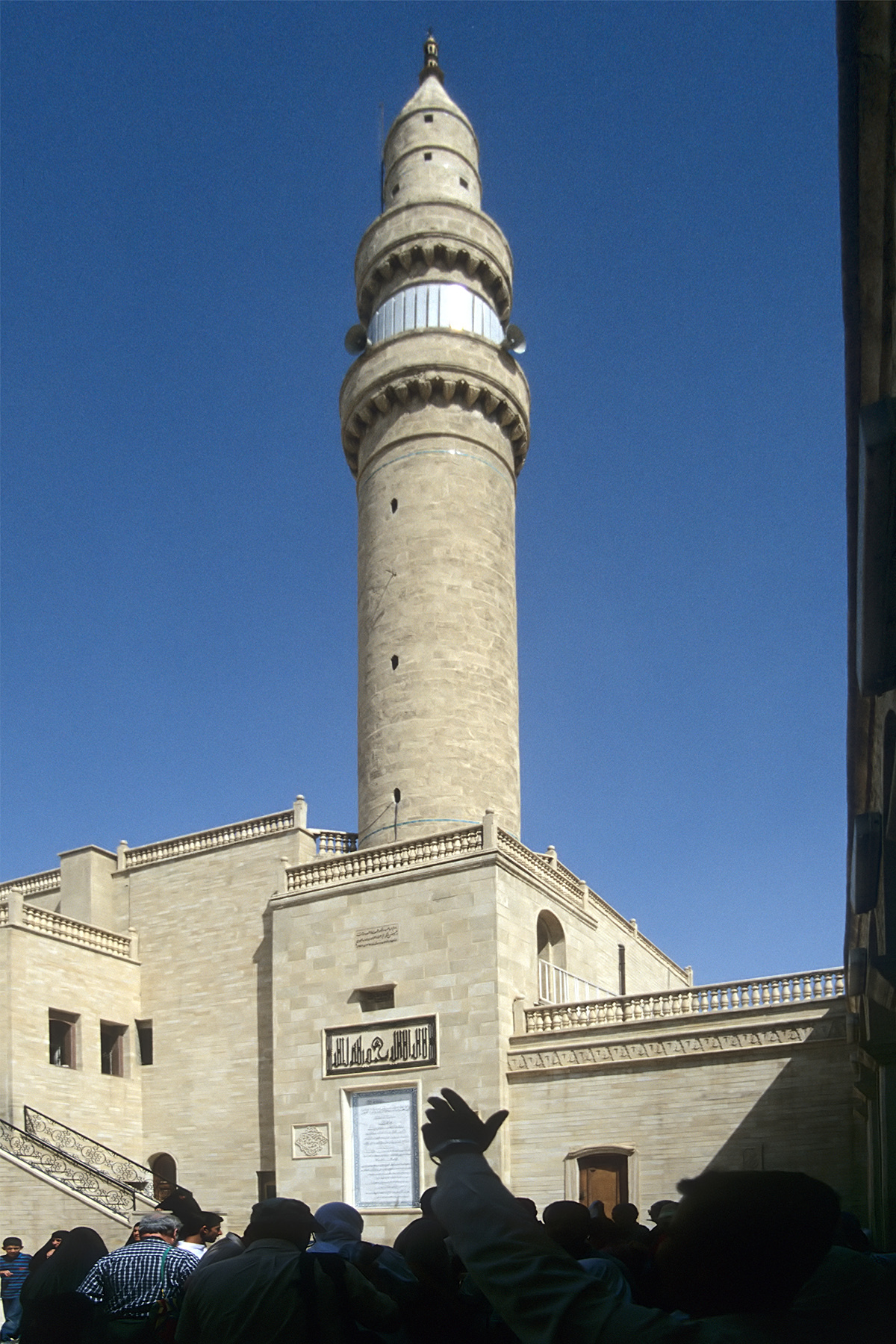
Минарет мечети пророка Юнуса (разрушен ИГ в 2014 году)

Известная английская писательница Агата Кристи жила в Мосуле, пока её второй муж, археолог, участвовал в раскопках в Нимруде.
Мечети Мосула
- Мечеть Омейядов: первая в городе, построена в 640 году после захвата города арабами в правление халифа Умара ибн аль-Хаттаба. От изначального строения сохранился 52-метровый минарет, наклонившийся, как Пизанская башня, и прозванный Аль-Хадба — «горбатый».
- Мечеть ан-Нури: построена Имад ад-Дином Занги в 1172 году рядом с мечетью Омейядов. Ибн Баттута (великий марокканский путешественник) описал в своих записках мраморный фонтан и михраб.
- Мечеть Муджахиди: датируется XII веком нашей эры и отличается своим изящным куполом и искусно кованным михрабом.
- Мечеть пророка Юнуса (Ионы): была расположена к востоку от города и включал в себя гробницу пророка Ионы с зубом кита, который проглотил его. Полностью уничтожена ИГ в июле 2014 года[48].
- Мечеть пророка Джирджиса (Георгия): была построена в XIV веке на кладбище курайшитов. Уничтожена ИГ в июле 2014 года[49].
- Храм пророка Данияра (Даниила): могила, якобы принадлежавшая библейскому пророку Даниилу, была разрушена ИГ в июле 2014 года[50][51].
- Мечеть Хема Кадо: мечеть османской эпохи на центральной площади, построена в 1881 году и официально назван мечетью Абдуллы ибн Чалаби Ибн Абдул-Кади. Уничтожена ИГ в марте 2015 года[52][53].

Церкви и монастыри
Мосул имел самый высокий процент ассирийских христиан среди всех иракских городов за пределами курдского региона и сохранил несколько старинных церквей, некоторые из которых восходят к первым векам христианства. Древние ассирийские церкви часто скрыты, и входы в толстых стенах нелегко найти.
- Монастырь Шамун Аль-Сафа (Святого Петра, Мар Петрос): датируется XIII веком и назван в честь Святого Петра (Мар Петрос в ассирийской арамейском). Ранее носил имя апостолов Петра и Павла и был заселена монахинями Священного Сердца.
- Церковь Святого Фомы (Мар Тума): одна из старейших исторических церквей, имени святого апостола Фомы, который проповедовал Евангелие на Востоке, в том числе в Индии. Точное время основания неизвестно, но это точно произошло до 770 года, поскольку упоминается, что аль-Махди, халиф Аббасидов, слушал жалобы на эту церковь в своей поездке в Мосул.
- Церковь Мар Петион: Мар Петион был замучен в 446 году. Это первый халдейский католический храм в Мосуле, после перехода многих ассирийцев в католичество в XVII веке. Она восходит к X веку и лежит на 3 м ниже уровня улицы. Церковь часто страдала от разрушений и много раз перестраивалась.
- Древняя церковь Ат-Тахера (Непорочного Зачатия Пресвятой Девы Марии): восходит к VII веку и лежит на 3 м ниже уровня улицы. Реконструировалась в 1743 году.
- Церковь Чудотворной Девы, построенная доминиканцами в XIX веке[54]. Часовая башня этой церкви была сооружена на пожертвования императрицы Евгении, жены последнего императора Франции Наполеона III[55].
- Церковь Мар Худени: назван в честь митрополита Мар Ахудемеха Тикритского, замученного в 575 году. Восходит к X веку, находится на 7 м ниже уровня улицы и впервые реконструировалась в 1970 году. Цепь колодца во дворе церкви, как считается, лечит эпилепсию.

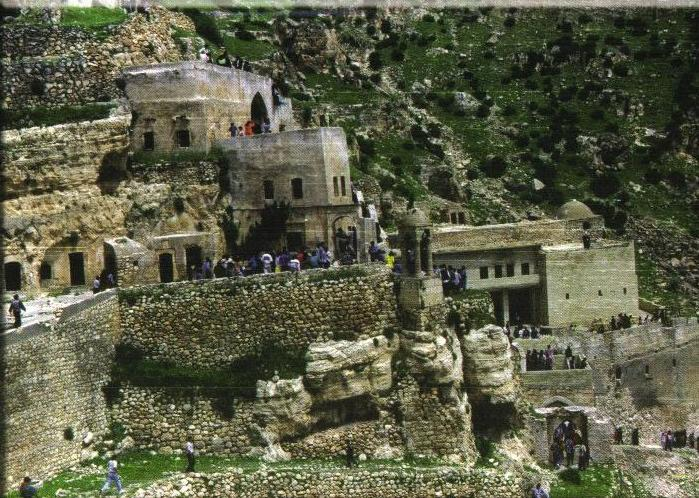
Монастырь Раббана Ормизда

- Монастырь Святого Георгия (Мар Гургис): расположен к северу от Мосула, был построен, вероятно, в конце XVII века. Современный храм был построен на месте старого в 1931 году.
- Монастырь Мар Матте: расположен примерно в 20 км к востоку от Мосула на вершине высокой горы Маклуб. Был построен Мар Матте, монахом, который бежал с несколькими другими монахами в 362 году из монастыря Зукнин вблизи Диярбакыра на север Ирака во время правления императора Юлиана Отступника (361—363). Имеет бесценную библиотеку, содержащую Писание на сирийском языке.
- Монастырь Мар Бенам: построен в XII или XIII веке на равнине вблизи Нимруда, в 32 км к юго-западу от Мосула. Монастырь возведён над могилой принца Мар Бенама, который был убит Сасанидами, возможно, в IV веке нашей эры. Легенда сделал его сыном царя Ассирии.
- Монастырь Святого Илии (Дейр-Мар-Ильяс): древнейший христианский монастырь в Ираке, датируется VI веком[56].
- Монастырь Раббана Ормизда.

Другие объекты
- Замок Баш-Тапиа: был построен в XII веке. Руины замка, возвышавшиеся над Тигром, были взорваны ИГ в 2015 году.
- Кара Сераи («Чёрный дворец»): руины дворца XIII века султана Бадр ад-Дина Лулу.
- Мосульская библиотека: собрание рукописей мусульман-суннитов, 265-летней библиотеки Латинской Церкви, монастыря доминиканцев и музейной библиотеки Мосула. Среди 112 709 книг и рукописей находились коллекции иракских газет, датированных началом XX века, карты, книги и коллекции времён Османской империи, некоторые из них были зарегистрированы в списке раритетов ЮНЕСКО. Библиотека была разграблена и уничтожена взрывчаткой 25 февраля 2015 года[57].
- Мосульский музей и Ниргальские ворота: статуи и артефакты, которые датируются ассирийской и аккадской империями, в том числе артефактов из Ниневии и Нимруда[58][59]. Значительная часть экспонатов была уничтожена или разграблена ИГ[60].